# Eduard von Winterstein
Eduard von Winterstein (1 de agosto de 1871 – 22 de julio de 1961) fue un actor teatral y cinematográfico alemán de origen austriaco.

## Biografía
Su nombre real era Eduard Clemens Franz von Wangenheim, y nació en Viena, Austria. Debutó en el teatro en 1889, y actuó en destacados locales de Berlín, entre ellos el Deutsches Theater o el Teatro Schiller, a partir de 1895. 
En 1913 empezó a actuar en el cine mudo, interpretando sobre todo personajes de marcada respetabilidad, como jueces, generales, directores, etc.En total actuó en más de 
160 filmes, dirigidos muchos de ellos por los grandes directores del momento. 
Tras la Segunda Guerra Mundial, von Winterstein vivió en Berlín Este. Falleció en esa ciudad en 1961, poco antes de cumplir los 90 años de edad. Fue enterrado en el Cementerio Central Friedrichsfelde (Zentralfriedhof Friedrichsfelde) , en Berlín Este. Su hijo fue el actor comunista Gustav von Wangenheim.

## Selección de su filmografía
- 1915 : Märtyrerin der Liebe, de Rudolf Biebrach
- 1919 : Nerven, de Robert Reinert
- 1919 : Opium, de Robert Reinert
- 1919 : Madame du Barry, de Ernst Lubitsch
- 1921 : Hamlet, de Svend Gade y Heinz Schall
- 1921 : Danton, de Dimitri Buchowetzki
- 1921 : Der müde Tod, de Fritz Lang
- 1922 : Fridericus Rex, de Arzén von Cserépy
- 1922 : Die brennende Acker, de Friedrich Wilhelm Murnau
- 1923 : Wilhelm Tell, de Rudolf Dworsky y Rudolf Walter-Fein
- 1926 : Der gute Ruf, de Pierre Marodon
- 1929 : Napoleón en Santa Elena, de Lupu Pick
- 1930 : Liebling der Götter
- 1930 : El ángel azul, de Josef von Sternberg
- 1930 : Der Andere, de Robert Wiene, a partir de la pieza de Paul Lindau
- 1932 : Das erste Recht des Kindes, de Fritz Wendhausen, prohibida desde 1933 por intervención de Himmler
- 1933 : Morgenrot, de Vernon Sewell y Gustav Ucicky
- 1935 : Das Mädchen vom Moorhof, de Douglas Sirk
- 1937 : Madame Bovary, de Gerhard Lamprecht
- 1938 : Napoleon ist an allem schuld, de Curt Goetz
- 1938 : Preußische Liebgeschichte, de Paul Martin. Prohibida por la censura, se estrenó en 1950.
- 1939 : Robert Koch, de Hans Steinhoff
- 1939 : Die Reise nach Tilsit, de Veit Harlan
- 1940 : Das Herz der Königin, de Carl Froelich, con Zarah Leander
- 1940 : Bismarck, de Wolfgang Liebeneiner
- 1941 : Ohm Krüger
- 1942 : Rembrandt, de Hans Steinhoff
- 1943 : Munchhausen, de Josef von Báky
- 1951 : El súbdito, de Wolfgang Staudte
- 1958 : Emilia Galotti, de Martin Hellberg

## Premios
- 1950 Premio nacional de la República Democrática Alemana, tercera clase
- 1951 Premio de interpretación masculina en el Festival Internacional de Cine de Karlovy Vary por Die Sonnenbrucks
- 1952 Premio nacional de la República Democrática Alemana, segunda clase
- 1955 Premio Goethe de la ciudad de Berlín (Berlín-Este)